# Idiasta chingolaensis
Idiasta chingolaensis är en stekelart som beskrevs av Fischer 2008. Idiasta chingolaensis ingår i släktet Idiasta och familjen bracksteklar. Inga underarter finns listade i Catalogue of Life.